# Nama origanifolium
Nama origanifolium är en strävbladig växtart som beskrevs av Carl Sigismund Kunth. Nama origanifolium ingår i släktet Nama och familjen strävbladiga växter. Utöver nominatformen finns också underarten N. o. rupicolum.